# Ibengarten
Der Ibengarten (Eibengarten) ist ein 56,1 ha großes Naturschutzgebiet in der thüringischen Rhön, in Dermbach, Ortsteil  Glattbach. Er befindet sich am Nordwesthang des Neubergs in einer Höhenlage bis 530 m ü. NN. Der Baumbestand umfasst 368 Eiben, von denen 50 bereits über 500 Jahre alt sind.

## Naturschutz
Der Dermbacher Förster Otto Staudt (1920–1936) war ein Pionier der Naturschutzbewegung in Thüringen. Er erkannte den Wert dieses Eibenvorkommens und warb um Verständnis und Unterstützung bei den Behörden. Dank seiner Bemühungen wurde der Ibengarten als größter Bestand wildwachsender Eiben im Lande Thüringen  – am 24. Januar 1938 auf der Rechtsgrundlage des Reichsnaturschutzgesetz (vom 26. Juni 1935) unter Naturschutz gestellt. Es ist damit das älteste Naturschutzgebiet im Biosphärenreservat Rhön und zugleich eines der ältesten Naturschutzgebiete in Thüringen.

## Weitere Eibenwälder in Deutschland
- Der Paterzeller Eibenwald liegt in Bayern (Oberbayern) in der Nähe des Klosters Wessobrunn. Innerhalb des ca. 88 ha großen Naturschutzgebiets im Landkreis Weilheim-Schongau stehen über 1500 ältere Eiben in einem artenreichen Bergmischwald.
- Im 12,7 ha großen Eibenwald am Hainberg in Bovenden, Ortsteil Eddigehausen in Niedersachsen, Landkreis Göttingen, stehen ca. 800 Eiben mit einem Alter von bis zu 200 Jahren.
- Das 31,3 ha große Naturwaldreservat Wasserberg bei Gößweinstein in Oberfranken (nördliche Fränkische Alb) ist ein Buchenwald mit Eiben.
- In Fürstenhagen in Thüringen, Landkreis Eichsfeld, stehen im Naturschutzgebiet Lengenberg ca. 5.700 Eiben in einem alten Buchenwald. Sie sind bis zu 120 Jahre alt.